# NGC 129
NGC 129 est un amas ouvert qui environ trois douzaines d'étoiles de magnitude allant de 11 à 9. L'astronome britannique William Herschel a découvert cet amas en 1788.
Les étoiles de l'amas sont réparties sur une région d'environ 30 années-lumière et elles sont à une distance moyenne d'environ 5300 années-lumière de nous.
Selon la classification des amas ouverts de Robert Trumpler, NGC 129 renferme moins de 50 étoiles (lettre p) dont la concentration est faible (IV) et dont les magnitudes se répartissent sur un intervalle moyen (le chiffre 2).